# Farvel (film fra 2001)
 For alternative betydninger, se Farvel. (Se også artikler, som begynder med Farvel)
Farvel er en dansk kortfilm fra 2001, der er instrueret af Nynne Marie Selin Eidnes efter manuskript af Rikke Selin og Teis Bayer.

## Handling
Om en datter, der ikke nåede at sige farvel til sin far. Begravelsen er en stor begivenhed; faren var en verdenskendt komponist. Datteren Anja, der er journalist ved Alt for Damerne, bliver sat til at interviewe faderens elev, der nu har fået den elskede violin, der engang var blevet lovet hende.